# AFCウィンブルドン
アソシエーション・フットボール・クラブ・ウィンブルドン（Association Football Club Wimbledon）は、イングランド、ロンドン・ウィンブルドンを本拠地とするサッカークラブチームである。2022-23シーズンはEFLリーグ2（4部相当）に所属。

## 歴史
ウィンブルドン地区には1899年創設のウィンブルドンFCというプレミアリーグの在籍・FAカップ優勝経験も持つ歴史あるクラブが存在していたが、安全性に問題のある立ち見席を廃したスタジアムを用意することをイングランドサッカー協会から求められており、1991年まで本拠地だったプラウ・レーン (en) からセルハースト・パークをクリスタルパレスFCと共用（グラウンドシェア）し、2002年まで使用していた。グラウンドシェアの解消をする為、クラブは2003年9月にミルトン・キーンズに本拠地を移転。2004年6月21日には正式にミルトン・キーンズ・ドンズFCに改称し、ウィンブルドンFCとしての活動を停止。これによりウィンブルドンFCを名乗るクラブは消滅した。一方、ウィンブルドン地区からの移転意向を発表したクラブに強く反対して激怒したサポーターにより、2002年にAFCウィンブルドンが設立され、地域リーグのコンバインド・カウンティーズ・フットボールリーグ（9部相当）からスタートした。2004年のウィンブルドンFCからミルトン・キーンズ・ドンズFCへの改称後は、旧来のウィンブルドンFCサポーターの大半は、ミルトン・キーンズ・ドンズFCはウィンブルドンFCの遺産と伝統を代表していないと感じてミルトン・キーンズ・ドンズへの支持を撤回し、AFCウィンブルドンをウィンブルドンFCのフェニックスクラブ(既存クラブの終焉後に、終了したクラブのサポーターによって新たに設立され、支持されているクラブ)として支持することとなった。
2002年から2004年まで足掛け3シーズンにかけてリーグ戦78試合連続不敗を達成しており、これはイングランドの全カテゴリーに所属する全フットボールチームの中での最長記録である。
2008-2009年シーズンにカンファレンス・サウス（6部相当）で優勝、カンファレンス・ナショナル（5部相当）への昇格を決めた後、2009-2010年シーズンの8位を経て、2010-2011年シーズンには2位に入り、昇格を賭けたプレーオフでルートン・タウンFCにPK戦で勝利し、フットボールリーグ2(4部相当）への昇格を決めた。

## サポーター
サウスロンドン、ウィンブルドン地区のファン達が努力を結集して立ち上げ、ゲーム会社であるスポーツ・インタラクティブ等による後援を受けて躍進してきたクラブである為、非常に熱心なファンも多い。ウィンブルドンFCの後継であるMKドンズがライバルであり、2012年12月2日には対戦が実現した。
ウィンブルドンFCの愛称であった“ドンズ”をミルトンキーンズ・ドンズが名乗っている事を一部ファンは容認しておらず、ウィンブルドン・サポータークラブ等はAFCウィンブルドンを““唯一のドンズ””と主張している。

## クラブ各種記録
一試合最多観客動員数
- 4,560人 vs ライネス・パーク・ヴェイル 2003.5.5

一試合最多得点勝利試合（ホーム）
- 9-0 vs スロウ・タウン 2007.3.31

一試合最多得点勝利試合（アウェイ）
- 9-0 vs チェシントン・ユナイテッド 2004.2.14

一試合最多失点敗戦試合（ホーム）
- 0-4 vs ハンプトン＆リッジモンド・ボロ 2006.4.1

一試合最多失点敗戦試合（アウェイ）
- 0-4 vs ウォルトン＆ハーシャム 2005.4.2

## タイトル

### 国内タイトル
- カンファレンス・サウス:1回

2008-2009
- イスミアンリーグ・ディヴィジョン1:1回

2004-2005
- コンバインド・カウンティーズリーグ:1回

2003-2004
- コンバインド・カウンティーズリーグ・プレミアチャレンジカップ:1回

2003-2004
- サリー・シニアカップ:1回

2004-2005
- サポーターズ・ディレクトカップ:2回

2002-2003,2005-2006

### 国際タイトル
- なし

## 過去の成績
| シーズン | ディビジョン               | ディビジョン | ディビジョン | ディビジョン | ディビジョン | ディビジョン | ディビジョン | ディビジョン | ディビジョン | FAカップ  | EFLカップ | 欧州カップ / その他                               | 欧州カップ / その他 | 最多得点者               | 最多得点者 |
| シーズン | リーグ                     | 試           | 勝           | 分           | 敗           | 得           | 失           | 点           | 順位         | FAカップ  | EFLカップ | 欧州カップ / その他                               | 欧州カップ / その他 | 選手                     | 得点数     |
| -------- | -------------------------- | ------------ | ------------ | ------------ | ------------ | ------------ | ------------ | ------------ | ------------ | --------- | --------- | ------------------------------------------------- | ------------------- | ------------------------ | ---------- |
| 2010-11  | カンファレンス・ナショナル | 46           | 27           | 9            | 10           | 83           | 47           | 90           | 2位          | 2回戦敗退 |           | FAトロフィー                                      | 2回戦敗退           | ダニー・ケドウェル       | 23         |
| 2011-12  | フットボールリーグ2        | 46           | 15           | 9            | 22           | 62           | 78           | 54           | 16位         | 2回戦敗退 | 予選敗退  | フットボールリーグトロフィー                      | 3回戦敗退           | ジャック・ミッドソン     | 18         |
| 2012-13  | フットボールリーグ2        | 46           | 14           | 11           | 21           | 54           | 76           | 53           | 20位         | 2回戦敗退 | 1回戦敗退 | フットボールリーグトロフィー                      | 1回戦敗退           | ジャック・ミッドソン     | 13         |
| 2013-14  | フットボールリーグ2        | 46           | 14           | 14           | 18           | 49           | 57           | 53           | 20位         | 1回戦敗退 | 1回戦敗退 | フットボールリーグトロフィー                      | 1回戦敗退           | マイケル・スミス         | 9          |
| 2014-15  | フットボールリーグ2        | 46           | 14           | 16           | 16           | 54           | 60           | 58           | 15位         | 3回戦敗退 | 1回戦敗退 | フットボールリーグトロフィー                      | 3回戦敗退           | アデバヨ・アキンフェンワ | 15         |
| 2015-16  | フットボールリーグ2        | 46           | 21           | 12           | 13           | 64           | 50           | 75           | 7位          | 1回戦敗退 | 1回戦敗退 | フットボールリーグトロフィーリーグ2プレーオフ2016 | 1回戦敗退優勝       | ライル・テイラー         | 20         |
| 2016-17  | EFLリーグ1                 | 46           | 13           | 18           | 15           | 52           | 55           | 57           | 15位         | 3回戦敗退 | 1回戦敗退 | EFLトロフィー                                     | 2回戦敗退           | ライル・テイラー         | 14         |
| 2017-18  | EFLリーグ1                 | 46           | 13           | 14           | 19           | 47           | 58           | 53           | 18位         | 3回戦敗退 | 1回戦敗退 | EFLトロフィー                                     | 2回戦敗退           | ライル・テイラー         | 14         |
| 2018-19  | EFLリーグ1                 | 46           | 13           | 11           | 22           | 42           | 63           | 50           | 20位         | 5回戦敗退 | 2回戦敗退 | EFLトロフィー                                     | 2回戦敗退           | ジョー・ピゴット         | 15         |
| 2019-20  | EFLリーグ1                 | 35           | 8            | 11           | 16           | 39           | 52           | 35           | 20位         | 1回戦敗退 | 1回戦敗退 | EFLトロフィー                                     | GS敗退              | マルクス・フォルス       | 11         |
| 2020-21  | EFLリーグ1                 | 46           | 12           | 15           | 19           | 54           | 70           | 51           | 19位         | 2回戦敗退 | 1回戦敗退 | EFLトロフィー                                     | 準々決勝敗退        | ジョー・ピゴット         | 21         |
| 2021-22  | EFLリーグ1                 | 46           | 6            | 19           | 21           | 49           | 75           | 37           | 23位         | 3回戦敗退 | 3回戦敗退 | EFLトロフィー                                     | GS敗退              |                          |            |
| 2022-23  | EFLリーグ2                 | 46           |              |              |              |              |              |              | 位           |           |           | EFLトロフィー                                     |                     |                          |            |

## 現所属メンバー
2022年10月14日現在
注：選手の国籍表記はFIFAの定めた代表資格ルールに基づく。
| No. | Pos. |                  | 選手名                     |
| --- | ---- | ---------------- | -------------------------- |
| 1   | GK   | ニュージーランド | ニック・ツアネフ           |
| 2   | DF   | ウェールズ       | クリス・ガンター           |
| 3   | DF   | イングランド     | リー・ブラウン             |
| 4   | MF   | イングランド     | アレックス・ウッドヤード   |
| 5   | DF   | イングランド     | ウィル・ナイチンゲール     |
| 6   | MF   | イングランド     | ジョージ・マーシュ         |
| 7   | FW   | イングランド     | ネイサン・ヤング＝クームス |
| 8   | MF   | イングランド     | ハリー・ペル               |
| 9   | FW   | イングランド     | ジョシュ・デイヴィソン     |
| 10  | MF   | イングランド     | アユーブ・アッサル         |
| 11  | MF   | 南アフリカ共和国 | イーサン・チスレット       |
| 13  | GK   | イングランド     | ネイサン・ブルーメ         |
| 15  | DF   | アイルランド     | アレックス・ピアース       |
| 18  | FW   | イングランド     | カイル・ハドリン           |
| 19  | MF   | イングランド     | パリス・マゴマ             |

| No. | Pos. |              | 選手名                     |
| --- | ---- | ------------ | -------------------------- |
| 20  | DF   | イングランド | フセイン・バイラー         |
| 22  | GK   | フィンランド | ウィル・ヤスケライネン     |
| 23  | MF   | イングランド | Elliott Bolton             |
| 24  | MF   | イングランド | アルフィ・ベンドル         |
| 25  | FW   | イングランド | コートニー・シニア         |
| 26  | DF   | イングランド | Jack Currie                |
| 29  | FW   | イングランド | デイヴィッド・フィッシャー |
| 30  | DF   | イングランド | ポール・カランバイ         |
| 33  | DF   | イングランド | アイザック・オグンデレ     |
| 34  | MF   | イングランド | Kwaku Frimpong             |
| 37  | DF   | イングランド | ポール・オセウ             |
| 39  | FW   | イングランド | Quaine Bartley             |
| 42  | DF   | イングランド | Remi Onabanjo              |
| 50  | MF   | ノルウェー   | Aron Sasu                  |

### ローン移籍
in
注：選手の国籍表記はFIFAの定めた代表資格ルールに基づく。
| No. | Pos. |              | 選手名                                          |
| --- | ---- | ------------ | ----------------------------------------------- |
| 7   | FW   | イングランド | ネイサン・ヤング＝クームス (ブレントフォードFC) |
| 18  | FW   | イングランド | カイル・ハドリン (ハダーズフィールド・タウンFC) |
| 19  | MF   | イングランド | パリス・マゴマ (ブレントフォードFC)             |

注：選手の国籍表記はFIFAの定めた代表資格ルールに基づく。
| No. | Pos. |              | 選手名                                                          |
| --- | ---- | ------------ | --------------------------------------------------------------- |
| 14  | FW   | イングランド | ザック・ロビンソン (ダンディーFC)                               |
| 17  | FW   | イングランド | アーロン・コスグレーヴ (サウスエンド・ユナイテッドFC)           |
| 27  | MF   | イングランド | ディラン・アジェイ＝ハーシー (イーストボーン・バラFC)           |
| 35  | DF   | イングランド | Ethan Sutcliffe (atセイルズバリーFC)                            |
| 36  | DF   | イングランド | ルーク・ジェンキンス (ハンプトン・アンド・リッチモンド・バラFC) |
| -   | DF   | イングランド | Ben Mason (at ベイシンストーク・タウンFC)                       |

## 歴代監督
- ニール・アドリー 2012-2018
- ワリー・ダウンズ 2018-2019
- Glyn Hodges 2019-2021
- Mark Robinson 2021-